# 索利尼亚
索利尼亚（法語：Solignat，法語發音：[sɔliɲa]）是法国多姆山省的一个市镇，属于伊苏瓦尔区。

## 地理
索利尼亚（45°30'56"N, 3°10'19"E）面积11.07 平方千米，位于法国奥弗涅-罗讷-阿尔卑斯大区多姆山省，该省份为法国中南部省份，北起阿列省接壤，东临卢瓦尔省，南至上盧瓦爾省和康塔爾省，西接科雷兹省和克勒兹省。
与索利尼亚接壤的市镇（或旧市镇、城区）包括：昂图万、贝尔戈讷、伊苏瓦尔、梅约、佩里耶、沃达布勒。

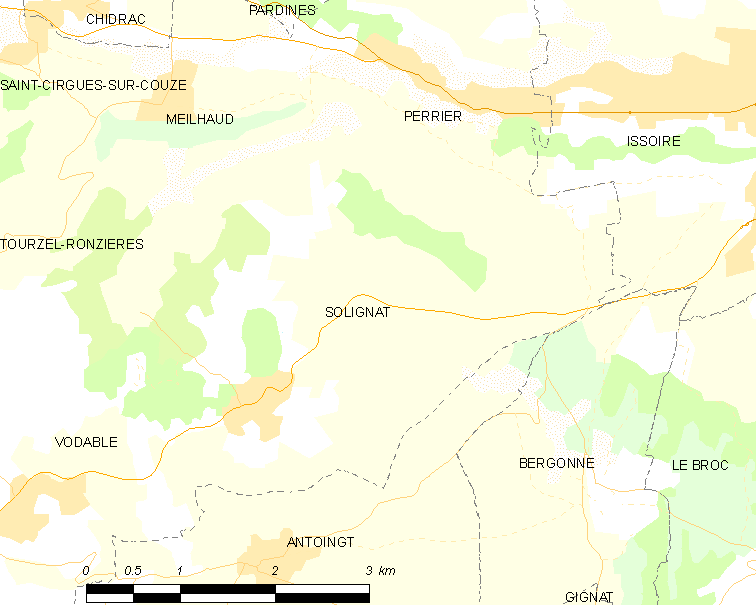
索利尼亚的OSM定位图

索利尼亚的时区为UTC+01:00、UTC+02:00（夏令时）。

## 行政
索利尼亚的邮政编码为63500，INSEE市镇编码为63422。

## 政治
索利尼亚所属的省级选区为勒桑西县。

## 人口

1962-2008年间索利尼亚人口变化图示

索利尼亚于2022年1月1日时的人口数量为520人。